# Spelende kinderen (1896)
Spelende kinderen was een korte film van M.H. Laddé uit 1896. De film is verloren gegaan.